# Saint-Martial (Charente-Maritime)
Saint-Martial település Franciaországban, Charente-Maritime megyében. Lakosainak száma 110 fő (2022. január 1.). Saint-Martial Blanzay-sur-Boutonne, Coivert, La Jarrie-Audouin és Saint-Pierre-de-l’Isle községekkel határos.

## Népesség
A település népessége az elmúlt években az alábbi módon változott:
| Lakosok száma | 163  | 128  | 112  | 119  | 123  | 120  | 116  | 113  | 112  | 110  |
|               | 1968 | 1982 | 1990 | 2006 | 2013 | 2015 | 2017 | 2019 | 2020 | 2022 |